# ویلی، لانکاشر
ویلی (به انگلیسی: Whalley) یک روستا و محله مدنی در بریتانیا است که در Ribble Valley واقع شده‌است. ویلی ۳٬۶۲۹ نفر جمعیت دارد.